# الأميرة مود، كونتيسة سواثسك
الأميرة مود الكسندرا فيكتوريا جورجينا بيرثا (بالإنجليزية: Princess Maud, Countess of Southesk)‏ (3 أبريل 1893 - 14 ديسمبر 1945) كان كونتيسة سوثيسك وهي حفيدة الملك البريطاني إدوارد السابع ملك المملكة المتحدة.